# São Bento do Sapucaí
São Bento do Sapucaí is een gemeente in de Braziliaanse deelstaat São Paulo. De gemeente telt 10.966 inwoners (schatting 2009).

## Aangrenzende gemeenten
De gemeente grenst aan Campos do Jordão, Santo Antônio do Pinhal, Brasópolis (MG), Gonçalves (MG), Paraisópolis (MG), Piranguçu (MG) en Sapucaí-Mirim (MG).

## Geboren
- Plínio Salgado (1895-1975), politicus, schrijver en dichter